# Johann Zuber
Johann Zuber (* 1. Dezember 1925 in Amonsgrün, Tschechoslowakei) ist ein deutscher Buchdrucker, Bergmann und ehemaliger Volkskammerabgeordneter für den Freien Deutschen Gewerkschaftsbund (FDGB).

## Leben
Zuber stammte aus der Nähe von Marienbad und war der Sohn einer Arbeiterfamilie. Nach dem Besuch der Volks- und der Bürgerschule nahm er 1940 eine zweijährige Lehre zum Buchdrucker auf. Danach wurde er zur Wehrmacht einberufen. Später wurde er Hauer im VEB Kaliwerk „Karl Marx“ Sollstedt im Kreis Nordhausen.

## Politik
Zuber wurde 1946 Mitglied des FDGB und trat 1963 der SED bei. In den beiden Wahlperioden von 1963 bis 1967 und von 1967 bis 1971 war er Mitglied der FDGB-Fraktion in der Volkskammer der DDR.

## Auszeichnungen
- 1963: Verdienter Bergmann der Deutschen Demokratischen Republik[1]